# Azmi Nassar
Pour les articles homonymes, voir Nassar.
Azmi Nassar (arabe : عزمي نصار, et hébreu : עזמי נסאר) est un joueur et entraîneur israélo-palestinien de football, né le 3 octobre 1957 à Nazareth (Israël) et mort le 26 mars 2007 à l'âge de 49 ans.

## Biographie
Issu d'une famille arabe palestinienne chrétienne, Azmi Nassar grandit en Israël et commence sa carrière professionnelle en 1974 au sein du club de sa ville, le Maccabi Ahi Nazareth avant d'en devenir l'entraîneur bien des années plus tard.
Il commence sa carrière d'entraîneur au Bnei Tamra puis au Bnei Sakhnin.
Mais il retient l'attention en devenant l'entraîneur de l'équipe de Palestine de football une première fois entre 1999 et 2000 puis une deuxième fois entre 2005 et 2007 et doit pour cela obtenir une carte d'identité et un passeport palestinien en plus de ses pièces d'identité israéliennes pour pouvoir aller et venir plus facilement et librement entre les deux frontières.